# 단정흥
단정흥(段正興, 생몰년 미상) 또는 단예장(段譽長)은 1147년부터 양위한 1171년까지 대리국의 제17대 황제이다. 전대 황제 단화예의 아들이다. 사후 시호는 정강황제(正康皇帝), 묘호는 경종(景宗)이다.